# Uma companhia para J. R. R.
A Companion to JRR Tolkien é um livro de 2014 editado por Stuart D. Lee . É um dos vários trabalhos de referência dedicados ao campo dos estudos de Tolkien .    
O volume começa com uma introdução editorial e é dividido em cinco áreas temáticas principais: Vida, Acadêmico, Legendarium, Contexto e Abordagens Críticas. 
Jorge Luis Bueno Alonso, em sua resenha para os Estudos Tolkien em 2015, elogiou o livro como "cuidadosamente editado" e "uma referência essencial para orientar" a área de tópico. 